# La Ventana, Yajalón
La Ventana är en ort i Mexiko.   Den ligger i kommunen Yajalón och delstaten Chiapas, i den sydöstra delen av landet, 800 km öster om huvudstaden Mexico City. La Ventana ligger 1 827 meter över havet och antalet invånare är 341.
Terrängen runt La Ventana är kuperad åt sydost, men åt nordväst är den bergig. La Ventana ligger uppe på en höjd. Runt La Ventana är det ganska tätbefolkat, med 67 invånare per kvadratkilometer. Närmaste större samhälle är Yajalón, 4,8 km öster om La Ventana. I omgivningarna runt La Ventana växer i huvudsak städsegrön lövskog.